# Amerzone
Amerzone (we Francji znana pod tytułem L'Amerzone: Le Testament de l'explorateur, w Polsce wydana jako Amerzone: Testament odkrywcy) – pierwszoosobowa komputerowa gra przygodowa osadzona w świecie fantasy, wyprodukowana przez studio Microïds na podstawie projektu Benoît Sokala, który oparł ją na swoim komiksie L'Amerzone z 1986 roku (z serii Canardo). Amerzone została pierwotnie wydana na Microsoft Windows, Mac OS i PlayStation w 1999 roku, a następnie ponownie wydana na iOS i Androida w 2014 roku nakładem wydawnictwa Anuman Interactive, które przejęło Microïds w 2009 roku.
Podobnie jak komiks, gra opowiada historię francuskiego odkrywcy Alexandre'a Valembois, który wyrusza na wyprawę do fikcyjnego południowoamerykańskiego kraju Amerzone. Tam odkrywa wiele fantastycznych zwierząt, w tym gatunek magicznych „białych ptaków”, które wymagają ludzkiej pomocy, aby przetrwać. Znajdują się one w stanie zagrożenia, gdy przyjaciel Valembois'go zamienia Amerzone w brutalną dyktaturę; Valembois próbuje uratować zagrożone gatunki. Gra dodaje do pierwowzoru postać gracza w osobie dziennikarza, który kontynuuje misję Valembois, gdy mężczyzna jest bliski śmierci.
Amerzone została ogólnie pozytywnie przyjęta. Była chwalona za atmosferę, udźwiękowienie i oprawę wizualną, podczas gdy krytyka dotyczyła sterowania i poziomu trudności. Gra odniosła wielki sukces komercyjny, sprzedając się w liczbie ponad miliona egzemplarzy. Na fundamencie Amerzone oparta została seria Sokala pod tytułem Syberia, a nazwa jego późniejszego studia, White Birds Productions, była aluzją do „białych ptaków” z Amerzone.

## Produkcja

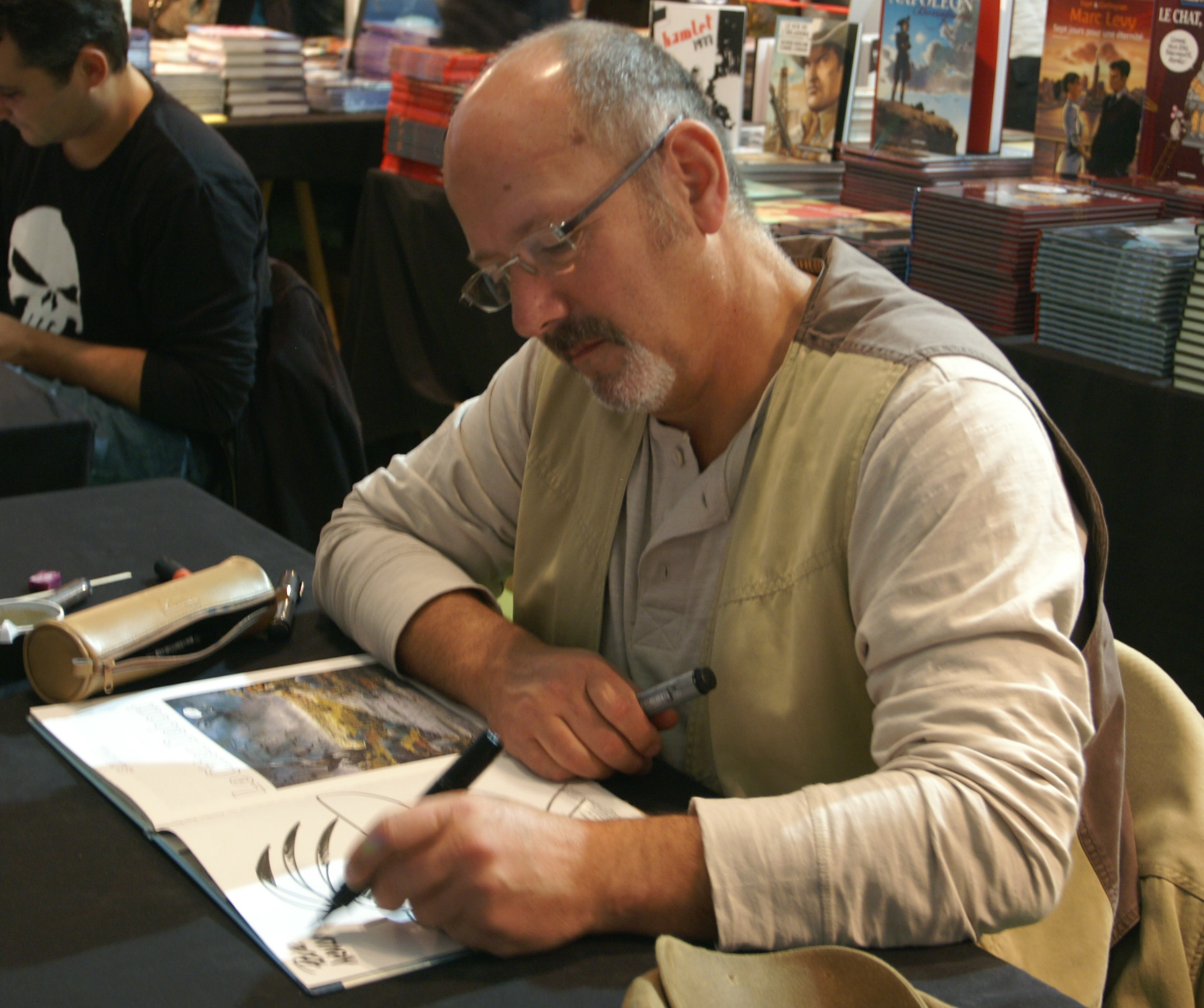
Amerzone jest oparta na komiksie z 1986 roku autorstwa Benoît Sokala, tu: składającego autograf na konwencie w 2010 roku

### Prace przygotowawcze
Przed wejściem do branży gier Benoît Sokal rysował komiksy takie jak Canardo, które kolorował na komputerze osobistym. Wraz z pojawieniem się płyt CD-ROM, które mogły pomieścić znacznie więcej danych niż wówczas wszechobecne dyskietki, Sokal wpadł w 1995 roku na pomysł stworzenia multimedialnego CD-ROMu zawierającego sztukę dwu- i trójwymiarową, która złożyłyby się na spójny wszechświat. Wydawca jego komiksów, Casterman, zaakceptował ten pomysł i po udanej demonstracji Sokal rozpoczął pracę nad projektem z programistą Gregorym Duquesne'em. Początkowa wizja Castermana zakładała tani produkt na niewielką skalę z bardzo ograniczonym nakładem; ostatecznie wydawnictwo zdało sobie sprawę, że taki niszowy produkt nie będzie się sprzedawał, więc zdecydowało się na coś bardziej ambitnego.
Sokal i Duquesne zaczęli planować pełnoprawną grę komputerową, którą Sokal postanowił oprzeć na swoim komiksie L'Amerzone. Miała się składać z prerenderowanych ekranów, powiązanych ze sobą za pomocą silnika Phoenix VR. Sokal sprawował pełną kontrolę twórczą nad produktem, wykonując samodzielnie całą pracę projektową. Uważał, że praca w pojedynkę będzie sprzyjać kreatywności, podczas gdy współpraca zaowocuje banalnym i standardowym produktem komercyjnym. Zatrudnił wprawdzie do pomocy przy pisaniu kolegę po fachu, rysownika komiksów Benoîta Peetersa, ale ten wkrótce opuścił projekt.
Sokal chciał, aby gra była przystępna dla niedoświadczonych graczy. Oznaczało to unikanie nagłych skoków poziomu trudności, które mogłyby pozostawić gracza w martwym punkcie; scenariuszy bez możliwości powrotu, w których gracz utknął, ponieważ pominął jakiś przedmiot; oraz stanów porażki, w których postać gracza ginie. Przyznał, że w rezultacie gra stała się zbyt prosta i obiecał, że „gdybyśmy mieli zrobić sequel, myślę, że byłby bardziej złożony, zwłaszcza w końcówce”.
Sokal napisał scenariusz do gry tak, jak w przypadku swych komiksów: najpierw napisał linearną historię, a następnie przedstawił ją klatka po klatce w formie scenorysu. Jego naczelną zasadą było stworzenie „takiej przygody, jakiej już się nie spotyka, przygody z początku XX wieku”. Wyzwaniem dla Sokala było uczynienie tej przygody interaktywną; w tym względzie Sokal uznał wkład Duquesne'a za bardzo cenny. Za inspirację posłużyły mu gra Myst, a także filmy Wernera Herzoga (Fitzcarraldo) i dzieła literackie Gabriela Garcíi Márqueza. Wspomniał, że zwłaszcza „Myst był grą, która sprawiła, że chciałem zrobić Amerzone”.

### Produkcja
Zespół rozpoczął tworzenie oprawy wizualnej w 1996 roku, używając narzędzia LightWave 3D do modelowania postaci i obiektów oraz Bryce 3D do tworzenia środowiska gry. Modelowanie postaci na pożądanym przez Sokala poziomie jakości było czasochłonne, więc obsada postaci została ograniczona. Niezaznajomiony z grafiką trójwymiarową Sokal musiał uczyć się w locie, studiując dokumentację oprogramowania i korzystając z pomocy bardziej biegłego technicznie Duquesne'a.
Sokal w końcu zdał sobie sprawę, że projekt był zbyt ambitny dla dwuosobowego zespołu i od 1996 roku zatrudnił absolwentów Supinfocom do pomocy przy grafice. W 1998 roku Duquesne odszedł z zespołu, aby kontynuować karierę w LightWave w Stanach Zjednoczonych, a Sokal zwrócił się do belgijskiej firmy Grid Animation z prośbą o produkcję przerywników filmowych i dalsze prace graficzne. Doświadczenie to sprawiło, że Sokal przezwyciężył swoje obawy dotyczące pracy zespołowej.
Sokal wspominał, że rozwój gry był w wielu momentach problematyczny. W 1997 roku Casterman przeżywało trudne chwile i zwróciło się o dofinansowanie do wydawnictwa Microfolie's. To jednak zbankrutowało, a projekt został uratowany, gdy Microïds wykupiło Microfolie's i zgodziło się sfinansować dalsze prace nad grą. Całkowity budżet wyniósł 5 milionów franków (760 000 euro), znacznie więcej niż początkowa szacowana przez Sokala kwota poniżej miliona franków. Później określił ukończenie gry jako „cud”.
Projekt Amerzone przeszedł kilka zmian, ponieważ niektóre pomysły projektowe okazały się niepraktyczne lub nieatrakcyjne. Sokal początkowo dążył do ściśle dwuwymiarowego stylu graficznego, ale był rozczarowany wynikami. Zespół rozważał użycie prawdziwych aktorów naklejonych na komputerowe tła zamiast czasochłonnego modelowania postaci w trójwymiarze, ale uznał, że łączenie prawdziwych i fałszywych elementów jest rażące. Jednocześnie Duquesne i wydawcy naciskali na wysoce interaktywny produkt, podczas gdy Sokal początkowo wyobrażał sobie grę jako bardziej bierne doświadczenie. Amerzone została wydana 18 marca 1999 roku we Francji.

### Późniejszy rozwój
W listopadzie 2010 roku studio Anuman Interactive rozpoczęło prace nad portem gry na system operacyjny iOS. Gra na tym systemie została wydana 7 czerwca 2011 roku.
Tetraedge Games – deweloper gier przygodowych na urządzenia mobilne – został wytypowany do stworzenia portu, ponieważ dzielił przestrzeń biurową z Anumanem, dzięki czemu obie spółki mogły sprawnie się komunikować. Współzałożyciel Tetraedge, Emmanuel Zaza, powiedział, że największą przeszkodą było przetworzenie wszystkich starych danych produkcyjnych, które nie były odpowiednio ułożone. Port zawiera znacznie ulepszoną oprawą graficzną i wyższej jakości przerywniki filmowe oraz nową scenerię: szczyt latarni morskiej.

## Odbiór
Amerzone okazała się niespodziewanym sukcesem komercyjnym i przebojem we Francji. Po premierze we Francji w marcu 1999 roku, już do początku maja sprzedano 10 000 egzemplarzy, co francuska gazeta „Libération” uznała za obiecujący znak. Gra długo znajdowała się z obiegu wydawniczym. Jej globalna sprzedaż do marca 2002 roku przekroczyła 500 000 kopii. Mathieu Van Overstraeten z „La Libre Belgique” zauważył, że ów wynik był nietypowy dla twórczości Benoît Sokala, ponieważ każdy tom Canardo sprzedawał się średnio w 30 000 egzemplarzy. W 2007 roku Michel Bams z White Birds Productions, spółki założonej przez  Sokala, poinformował, że sprzedaż Amerzone przekroczyła 1 milion egzemplarzy. Ostatecznie, do 2013 roku gra sprzedała się w 1,5 miliona kopii.